# (21921) Camdenmiller
(21921) Camdenmiller (1999 VE49) – planetoida z grupy pasa głównego asteroid okrążająca Słońce w ciągu 3,48 lat w średniej odległości 2,29 j.a. Odkryta 3 listopada 1999 roku.